# Colleyville
Colleyville is een plaats (city) in de Amerikaanse staat Texas, en valt bestuurlijk gezien onder Tarrant County.

## Demografie
Bij de volkstelling in 2000 werd het aantal inwoners vastgesteld op 19.636.
In 2006 is het aantal inwoners door het United States Census Bureau geschat op 23.210, een stijging van 3574 (18,2%).

## Geografie
Volgens het United States Census Bureau beslaat de plaats een oppervlakte van
33,9 km², geheel bestaande uit land. Colleyville ligt op ongeveer 189 m boven zeeniveau.

## Plaatsen in de nabije omgeving
De onderstaande figuur toont nabijgelegen plaatsen in een straal van 8 km rond Colleyville.